# 31 de maig
El 31 de maig és el cent cinquanta-unè dia de l'any del calendari gregorià i el cent cinquanta-dosè en els anys de traspàs. Queden 214 dies per a finalitzar l'any.

## Esdeveniments
Països Catalans
- 1550 - Pollença, Mallorca: s'hi esdevé el dia de la desgràcia, el corsari turc Dragut, amb 1.500 homes, ocupa la vila, però és derrotat pels pollencins, encapçalats per Joan Mas.[1]
- 1938: Bombardeig de Granollers durant la Guerra Civil espanyola per l'Aviació legionària de la Regia Aeronautica.
- 2001 - Teresa Pàmies rep el XXXIII Premi d'Honor de les Lletres Catalanes.

Resta del món
- 1817 - Milà: estrena de La gazza ladra de Gioacchino Rossini al Teatro alla Scala.[2]
- 1836 - Bañón (Jiloca, Aragó): els carlins comandats per Josep Miralles Marín i Ramon Cabrera guanyen la batalla de Bañón durant la primera guerra carlina.
- 1910: Independència de Sud-àfrica.[3]
- 1916: Inici de la Batalla de Jutlàndia: va ser el principal enfrontament naval mantingut entre la flota britànica i l'alemanya durant la I Guerra Mundial. L'acció es va desenvolupar a uns 121 km de les costes daneses de Jutlàndia, a l'estret de Skagerrak, entre el 31 de maig i l'1 de juny de 1916.[3]
- 1921: Primera manifestació de dones sufragistes a Espanya, a Madrid, promoguda per Carmen de Burgos i la Cruzada de Mujeres Españolas.[4]
- 1946 - Skopje, Iugoslàvia: Es funda l'Arxiu Nacional de la República de Macedònia.
- 2000 - Nova York: Miltos Manetas presenta el moviment cultural Neen.
- 2006 - Oviedo, Espanya: Paul Auster rep el premi Príncep d'Astúries.

## Naixements
Països Catalans
- 1881 - el Port de la Selva, Alt Empordà: Anna Rubiés i Monjonell, mestra, pedagoga i escriptora (m. 1963).[5]
- 1888 - Barcelona: Domènec Carles i Rosich, fou un pintor i escriptor català (m. 1962).[6]
- 1890 - Sabadell: Francesc Casañas i Riera, industrial corder i fotògraf català.
- 1913 - Sabadell: Joan Clavell i Corominas, mestre sabadellenc.
- 1923 - Barcelona: Joan Ruiz i Calonja, historiador de la literatura (m. 2010).[7]
- 1925 - Cases Altes, Racó d'Ademús: Francesc Candel Tortajada, escriptor i periodista valencià (m. 2007).[8]
- 1930 - València: Joan Genovés i Candel, pintor i artista gràfic valencià.(m. 2020).[9]
- 1937 - Argelaguer, la Garrotxa: Josep Pujiula i Vila, el Tarzan d'Argelaguer, torner català (m. 2016).
- 1945 - Valls, Alt Camp: Flora Sanabra i Villarroya, mestra i política catalana nascuda a Valls i instal·lada de ben jove a Igualada.[10]
- 1972 - Carcaixent, Anna Oliver i Borràs, advocada i activista cultural valenciana.[11]
- 1979 - Vic, Osona: Laia Andreu i Trias, atleta catalana especialitzada en curses de muntanya.[12]

Resta del món
- 1243 - Montpeller: Jaume II de Mallorca, dit el Bon Rei, que fou rei de Mallorca, comte de Rosselló i Cerdanya i senyor de Montpeller (m. 1311).[13]
- 1469 - Alcochete: Manuel I de Portugal, infant i rei de Portugal (m. 1521).[14]
- 1472 - Sedan, Regne de França: Erard de la Mark, príncep-bisbe de Lieja.
- 1535 - Florència: Alessandro Allori, pintor italià, pertanyent a l'escola florentina (m. 1607).[15]
- 1662 - Malines (Països Baixos): Philippe Couplet, jesuïta flamenc, missioner a la Xina (m. 1693).[16]
- 1773 - Berlín (Alemanya): Johann Ludwig Tieck, escriptor alemany del romanticisme (m. 1853).[17]
- 1804 - Parísː Louise Farrenc, compositora, pianista i professora francesa (m. 1875).[18]
- 1819 - West Hills, Nova York: Walt Whitman, poeta nord-americà (m. 1892).[19]
- 1827 - Nagasaki: Kusumoto Ine, primera metgessa de medicina occidental al Japó (m. 1903).[20]
- 1845 - Berrospe, Andoain, Guipúscoaː Càndida Maria de Jesús, religiosa basca, fundadora de les Filles de Jesús (m. 1912).[21]
- 1852 - Julius Richard Petri, bacteriòleg alemany inventor de la placa de Petri.
- 1859 - París: Laure de Chevigné, salonnière i socialité parisenca del s. XIX (m. 1936).[22]
- 1860 - (Múnic (Baviera): Walter Richard Sickert, pintor impressionista anglès d'origen alemany (m. 1942).[23]
- 1868 - París: Jane Avril, ballarina de cancan del Moulin Rouge, i model pictòrica de Toulouse-Lautrec.[24]
- 1887 - Pointe-à-Pitre, Guadaloupe (Regió d'Ultramar Francesa): Saint-John Perse, poeta i diplomàtic francès, Premi Nobel de Literatura de 1960 (m. 1975).[25]
- 1890 - Estrasburg: Hilla von Rebay, artista abstracta, cofundadora i primera directora del Museu Solomon R. Guggenheim (m. 1967).[26]
- 1899 - Kinsley, Kansas, Estats Units: Madge Blake, actriu estatunidenca, coneguda pel seu paper de tieta Harriet a la sèrie Batman.[27]
- 1904 - Sant Petersburg, Rússia: Vera Volkova, ballarina russa i professora de ball molt influent en la dansa occidental (m. 1975).[28]
- 1908 - Kenosha, Wisconsin, Estats Units: Don Ameche, actor i director de cinema estatunidenc.
- 1910 - Granada (España): Luis Rosales Camacho, poeta i assagista espanyol de la generació del 36 (m. 1992).[29]
- 1911 - 
  - París (França): Maurice Allais, economista francès, Premi Nobel d'Economia de 1988 (m. 2010).[30]
  - Ordrup, Gentofte: Else Jacobsen, nedadora danesa que competí durant les dècades de 1920 i 1930 (m. 1965).[31]
- 1912 - Liuhe, prop de Xangai, (Xina): Chien-Shiung Wu: física nord-americana d'origen xinès, responsable de l'experiment de Wu, que va revolucionar la física en contradir la conservació de la paritat (m. 1997).[32]
- 1915 - l'Havana (Cuba): Carmen Herrera Nieto, pintora i artista visual cubana.[33]
- 1921 - Pola, Ístria; actualment Pula, Croàciaː Alida Valli, actriu italiana (m. 2006).[34]
- 1923, Newburgh (Nova York): Ellsworth Kelly, pintor i escultor estatunidenc (m. 2015).[35]
- 1924, Suresnes, Ida Presti: guitarrista i compositora clàssica francesa (m. 1967).[36]
- 1925 - Siegmar, avui Chemnitz, Saxònia - Stuttgart: Frei Otto, arquitecte, enginyer estructural alemany (m.2015).[37]
- 1929 - Avellaneda (Argentina): Jorge Ricardo Masetti, periodista i guerriller argentí. Va ser fundador i director de l'agència de notícies cubana Prensa Latina (m. 1964).[38]
- 1930 - San Francisco, Califòrnia: Clint Eastwood, actor, director i productor de cinema nord-americà.
- 1931 -
  - Oak Park, Illinois (EUA): John Robert Schrieffer, físic estatunidenc, Premi Nobel de Física de l'any 1972 (m. 2019).[39]
  - Nova Orleans, EUA: Shirley Verrett, mezzosoprano afroamericana, que cantà amb èxit papers de soprano (m. 2010).[40]
- 1935 - Sevilla: María Galiana Medina, actriu espanyola, coneguda i respectada com a actriu de repartiment.[41]
- 1941 - Nova York (EUA): Louis José Ignarro, farmacòleg nord-americà, Premi Nobel de Medicina o Fisiologia de l'any 1998.[42]
- 1948 - Stanislav, Unió Soviètica: Svetlana Aleksiévitx, periodista d'investigació i escriptora, Premi Nobel de Literatura de 2015.[43]
- 1949 - Chicago Illinois, Estats Units: Tom Berenger, actor i productor estatunidenc.
- 1950 - A Estradaː Mercedes Brea López, professora, investigadora i escriptora gallega.[44]
- 1965 - Nova York (Estats Units)ː Brooke Shields, actriu estatunidenca.[45]
- 1971 - Günzburgː Diana Damrau, soprano de coloratura alemanya.[46]

## Necrològiques
Països Catalans
- 1151 - Girona: Guillem Umbert de Basella, baró de Montseny.
- 1410 - Barcelona: Martí l'Humà, rei d'Aragó, el darrer del Casal de Barcelona (n. 1356).[47]
- 1954 - Barcelona: Elvira Homs Ferrés, pintora catalana (n. 1905).[48]
- 1968 - Benicalap, València: Regino Más i Marí, innovador artista faller valencià (n. 1899).[49]
- 1962 - Barcelona: Eduard Toldrà i Soler, compositor català (n. 1895).[50]
- 1995 - Buenos Aires. Argentina: Montserrat Campmany i Cortés, pianista i compositora catalana (n. 1901).[51]
- 2002 - Vila-sacra, Alt Empordà: Maria Josepa Arnall i Juan, investigadora i professora catalana (n. 1948).[52]
- 2007 - Barcelona: Isabel de Pomés, actriu catalana molt popular al cinema espanyol dels anys quaranta (n. 1924).[53]

Resta del món
- 1091 - Lieja, Principat de Lieja: Enric I de Verdun, príncep-bisbe de Lieja.
- 1162: Géza II d'Hongria, rei d'Hongria.
- 1594 - Venècia: Jacopo Comin, més conegut com a Tintoretto o Jacopo Tintoretto, un dels grans pintors de l'escola veneciana (n. 1518-19).[54]
- 1775 - Mòdena: Giuseppe Venturelli, compositor.
- 1806 - Chiswick (Anglaterra): George Macartney. Primer ambaixador britànic a la Xina (n. 1737).[55]
- 1809: Viena (Àustria): Joseph Haydn, compositor (n. 1732).[56]
- 1832: Bourg- la - Reine (França): Évariste Galois, matemàtic francès (n. 1811).[57]
- 1868: Michał Mioduszewski, musicòleg i sacerdot polonès.
- 1895: Manchesterː Emily Faithfull, impressora i editora de premsa, militant britànica pels drets de les dones.[58]
- 1910 - Hastings: Elizabeth Blackwell, la primera dona graduada en Medicina dels Estats Units (n. 1821).[59]
- 1918 - Mauer bei Amstetten, Baixa Àustria: Helene von Druskowitz, filòsofa austríaca (n. 1856).[60]
- 1960: Anvers (Bèlgica): Willem Elsschot, escriptor i empresari belga (n. 1882).[61]
- 1976 - Canes (França): Jacques Monod, químic i bioquímic francès, Premi Nobel de Medicina o Fisiologia de l'any 1965 (n. 1910).[62]
- 1978 - Gotha, Alemanya: Hannah Höch, artista plàstica i fotògrafa integrada en el moviment dadà i pionera del fotomuntatge (n.1889).[63]
- 1982 - Madrid (Espanya): Juan Antonio de Zunzunegui y Loredo, novel·lista espanyol, membre de la Reial Acadèmia Espanyola (n. 1900).[64]
- 1983 - Nova York (EUA): William Harrison Dempsey més conegut com a Jack Dempsey, boxejador estatunidenc (n. 1895).[65]
- 1986 - Nova York (EUA): James Rainwater, físic estatunidenc, Premi Nobel de Física de l'any 1975 (n. 1917).[66]
- 1988 - Leeds: Irene Manton, botànica britànica, experta en falgueres i algues (n. 1904).[67]
- 2000 - Nova York: Tito Puente, El rey de los timbales, músic (n. 1923).[68]
- 2006 - Antequera, Màlaga (Espanya): Miguel Ortiz Berrocal, escultor espanyol (n. 1933).[69]
- 2009 - Ashurst, Hampshire, Anglaterra: Millvina Dean, última supervivent en vida del naufragi del Titanic (n. 1912).[70]
- 2010 - Nova York: Louise Bourgeois, artista francesa instal·lada a Nova York (n. 1911).[71]
- 2016 - Tindouf: Mohamed Abdelaziz, secretari general del Front Polisario i president a l'exili de la República Àrab Sahrauí Democràtica (RASD) (n. 1947).

## Festes i commemoracions
- Dia Mundial sense Tabac.
- Dia de Castella - la Manxa.
- Visitació de la Mare de Déu a les Església d'Anglaterra, Església Episcopal dels Estats Units i Esglésies luteranes:

### Santoral
Església Catòlica
- Sants al Martirologi romà (2011):
  - Peronella de Roma, màrtir;
  - Selvi de Tolosa, bisbe;
  - Beat Giacomo Salomoni, dominic;
  - Nicolas Barré, fundador de les Religioses de l'Infant Jesús.
  - Sant Ponç i companys màrtirs de Girona, màrtirs llegendaris.
  - Camilla Battista da Varano, religiosa, mística, humanista i abadessa clarissa.

Església Copta
- Julià d'Alexandria. (màrtir)

Església Ortodoxa (segons el calendari julià)
- Se celebren els corresponents al 13 de juny del calendari gregorià.

Església Ortodoxa (segons el calendari gregorià)
Corresponen als sants del 18 de maig del calendari julià litúrgic:
- Sants Teòdot d'Ancira i les verges màrtirs Alexandra, Tecusa, Clàudia, Faine, Eufraisa, Madrona i Júlia;
- Papa Teodor I, papa de Roma;